# Río Ngounié
El río Ngounié es un afluente del río Ogooué que discurre por el sudoeste de Gabón. Nace en los montes Chaillu, que sigue a lo largo de la frontera con el Congo, y entonces gira al noroeste, hacia los pueblos de Fougamou, Sindara y Mouila, antes de desembocar en el Ogooué, del cual es el segundo tributario en importancia, después del río Ivindo.

## Etimología
El nombre del río, Ngounié, es una versión francesa del original Ngugni usado por los hablantes en lengua vili de las zona de las cataratas Emperatriz (o Samba) a mediados del siglo XIX para designar la frontera norte de su distrito Nsina-Ngungi.

## Geografía
El río Ngounié tiene una cuenca de unos 33.100 km² y es el segundo tributario del río Ogooué. Nace en los montes Chaillu. A lo largo de unos 60 km, el río va hacia el sur y luego hacia el oeste, formando la frontera con el Congo. En la confluencia con el río Polo, cambia de dirección hacia el noroeste, antes de pasar a través de tres cascadas. A partir de aquí recorre una llanura de inundación a lo largo de 220 km, hasta alcanzar el Ogooué en Lambarené. La zona inundable del río cubre unas 150.000 ha. La orilla izquierda se caracteriza por los suelos arenosos y de arcilla.
Casi todo el trayecto se realiza por la provincia de Ngounié, y el último tramo recorre la provincia del Ogooué Medio.
Entre los afluentes figura el Louetsié, que pasa a través de Lebamba y Mbigou. Sus principales tributarios son el río Ikobe y el río Oumba, el río Dollé, que pasa a través de Ndendé y los ríos Ogoulou, Ngongo y Ovigui.
Las cascadas Emperatriz (también Impératrice, cascadas Samba y Emperatriz Eugénie o Eugenia) se encuentran en una curva del río en la provincia de Ngounié, a unos 5 km de Fougamou. 
El clima de la región es ecuatorial húmedo con una precipitaciones que oscilan en torno a los 2.000 mm y están divididas en dos estaciones, septiembre-diciembre y marzo-mayo.

## Embalse de la Emperatriz
En la zona de las cascadas, el río tiene una anchura de unos 150 m y posee pequeñas islas. El salto tiene una altura de 10-12 m y el roquedo es de granito y gneis. Esto ha favorecido que se emprenda la construcción de una central hidroeléctrica y una presa que dará lugar al embalse de la Emperatriz. Forma parte de un proyecto de electrificación de Gabón puesto en marcha en 2013 por el presidente Ali Bongo Ondimba, que incluye también la central eléctrica y embalse de Fé 2, al norte del país.
El objetivo es proporcionar electricidad a las provincias de Ogooué Medio, Nogounié y Nyanga, ern particular a las poblaciones de Mouila y Mandji, reforzar el aporte a la capital y a la Zona Económica Especial de Nkok.
En una primera fase producirá 56 MW (4 turbinas de 14 MW) y en una segunda fase se espera producir 84 MW.